# Municipio de Feeley
El municipio de Feeley (en inglés: Feeley Township) es un municipio ubicado en el condado de Itasca en el estado estadounidense de Minnesota. En el año 2010 tenía una población de 306 habitantes y una densidad poblacional de 3,62 personas por km².

## Geografía
El municipio de Feeley se encuentra ubicado en las coordenadas 47°10′34″N 93°15′1″O / 47.17611, -93.25028. Según la Oficina del Censo de los Estados Unidos, el municipio tiene una superficie total de 84.59 km², de la cual 81,64 km² corresponden a tierra firme y (3,49 %) 2,95 km² es agua.

## Demografía
Según el censo de 2010, había 306 personas residiendo en el municipio de Feeley. La densidad de población era de 3,62 hab./km². De los 306 habitantes, el municipio de Feeley estaba compuesto por el 98,04 % blancos, el 0,65 % eran amerindios, el 0,65 % eran asiáticos y el 0,65 % eran de una mezcla de razas. Del total de la población el 0,33 % eran hispanos o latinos de cualquier raza.